# Martin Semmelrogge
Martin Semmelrogge, né le 8 décembre 1955 à Bad Boll, est un acteur allemand. Il est le fils de l'acteur et réalisateur Willy Semmelrogge et le père de Dustin Semmelrogge (de) et Joanna Semmelrogge (de). Son frère Joachim Bernhard Semmelrogge, né en 1961, a également été actif en tant qu'acteur sous le pseudonyme de Joachim Bernhard.

## Biographie

### Carrière

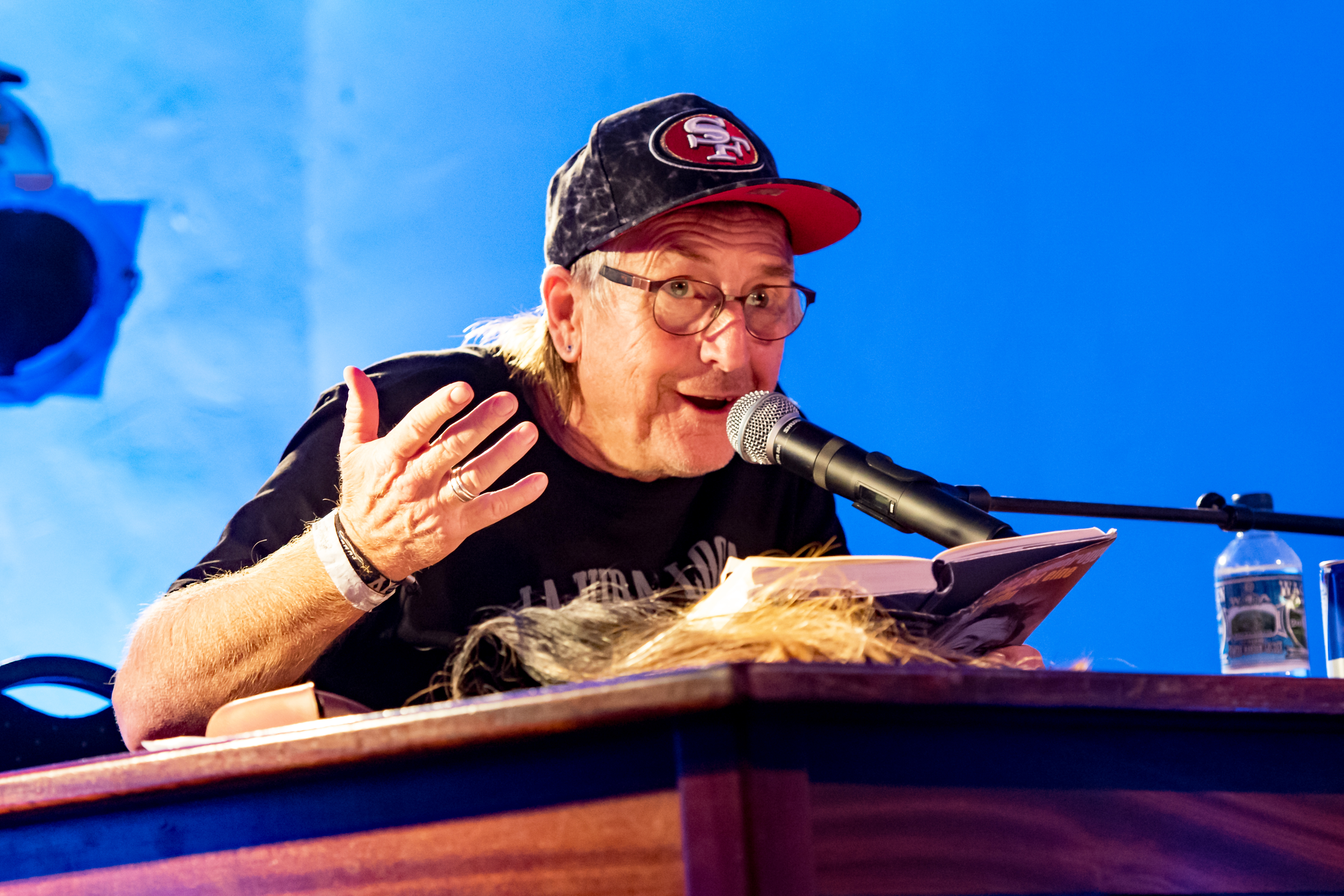
Martin Semmelrogge (2017)

Martin Semmelrogge est né dans le district d'Eckwälden (depuis 2007 : Bad Boll). Son père, Willy Semmelrogge était populaire pour son rôle en tant que commissaire-adjoint Kreutzer au commissaire Haferkamp (Hansjörg Felmy) dans les émissions Tatort, de 1975 à 1980. Martin Semmelrogge fréquentait une école Waldorf. Il a été attiré très tôt à jouer comme acteur professionnel. Déjà à l'âge de douze ans, il a commencé à travailler avec la radio bavaroise. Sa véritable carrière en tant qu'acteur a commencé à 16 ans comme jeune interprète dans la série télévisée Der Kommissar. Plus tard, il a pris le rôle dans la série de télévision Tadellöser & Wolff. Dès le début de sa carrière il jouait souvent des personnes louches ou criminelles dans les séries policières les plus connues de l'Allemagne. 
La percée est venue en 1981 avec l'un des plus grands succès du cinéma allemand Das Boot en tant qu'interprète du deuxième Officier de quart. En 1993, il a eu le rôle de Willi Riesenhuber, un officier SS dans le film de Steven Spielberg, La Liste de Schindler.  À l'été 2008 Martin Semmelrogge a joué dans le théâtre d'été de Wolfsegg am Hausruck. La pièce dans laquelle il jouait présentait le camp de Redl-Zipf, une succursale du camp de Mauthausen. En outre, Semmelrogge est responsable de la parution d'une autobiographie qui a paru la même année comme livre audio. Dans la production anglaise de The Rocky Horror Show au Admiralspalast à Berlin, il était, à l'automne 2008, le narrateur allemand. À l'été 2009, il a joué le Cornel Brinkley au Festival de Karl May à Bad Segeberg. Durant l'été de 2010, Semmelrogge remplaçait son collègue Benjamin Kernen dans le rôle d'Israel Hands au festival des pirates à Grevesmühlen. Après ce succès, Semmelrogge se retrouva de nouveau sur la même scène à l'été 2011, mais cette fois dans le rôle du légendaire pirate Stede Bonnet.
En 2013 il participe à Promi Big Brother, au côté de David Hasselhoff, Fancy ou encore Pamela Anderson.

### Vie privée
Il vit avec son épouse, la metteuse en scène et agente d'artiste Sonja Semmelrogge à Ventura (Californie) et a deux enfants, également acteurs. Depuis les années 1980, Semmelrogge a été à plusieurs reprises devant la cour et deux fois en prison. Les infractions en sont pour la plupart du Code de la Route. En 1987, le groupe punk allemand Stunde X a sorti un single intitulé Befreit Martin Semmelrogge (Libérez Martin Semmelrogge). Semmelrogge se trouvait sur l'étiquette principale. Pour chaque unité vendue, deux Pfennige allaient à l'assistance juridique allemande (« deutsche Rechtshilfe »).

## Filmographie
| - 1972, 1975 : Der Kommissar - 1973 : Die Powenzbande - 1973 : Ein Haus voll Zeit - 1975 : Tadellöser & Wolff - 1976, 1981, 1989 : Derrick - 1977 : Die Vorstadtkrokodile (version de 1977) - 1977 : Tatort – Schüsse in der Schonzeit - 1977 : Sachrang - 1978 : Onkel Bräsig - 1978 : Heroin 4 (Alex) - 1978, 1989, 1993, 1997 : Soko brigade des stups - 1979 : Tatort – 30 Liter Super - 1979 : Fallstudien - 1981, 1982, 1984, 1985, 1988, 1994, 1998, 1999 : Le Renard (Der Alte) - 1981 : Das Boot - 1983 : Der Tod kommt durch die Tür (Hinter der Tür) - 1984 : Sigi, der Straßenfeger - 1986, 1991 : Großstadtrevier - 1986, 1989, 1992 : Der Fahnder - 1989 : Un cas pour deux – Gewissensbisse - 1989 : Peter Strohm – Noch drei Minuten bis Himmelfahrt - 1989 : Großstadtrevier – Geiselnahme - 1989 : Praxis Bülowbogen – So schnell heilt keine Wunde (Doublage) - 1991 : Großstadtrevier – Fährmann hol’ röver - 1991 : Die Männer vom K3 : Narkose fürs Jenseits - 1992–1995 : Les Animaux du Bois de Quat'sous (voix) - 1992, 1993 : Freunde fürs Leben - 1993 : La Liste de Schindler - 1993 : Justiz - 1994 : Ärzte : Nachtrunden - 1994 : Cornelius hilft - 1994 : Zwei alte Hasen - 1994 : Karakum - 1994–1996 : Anna Maria – Eine Frau geht ihren Weg - 1995 : Cinq sur 5 - 1995 : Die Straßen von Berlin – Babuschka - 1995 : Für alle Fälle Stefanie - 1995 : Die Straßen von Berlin – Dunkelrote Rosen - 1995 : Die Straßen von Berlin – Die Akte Stalin - 1996 : Die Straßen von Berlin – Alleingang - 1996 : Die Straßen von Berlin – Wiener Glut - 1996 : Die Straßen von Berlin – Die letzte Fahrt der Ashanti Star - 1996 : Code 003 (it) – Innocent - 1996 : Werner – Das muß kesseln!!! (Voix) - 1996 : Alles nur Tarnung - 1996 : Die Katze von Kensington - 1996 : Guten Morgen Mallorca - 1996 : Tatort – Frankfurt–Miami - 1996 : Mona M – So nicht, Frau Staatsanwalt - 1996 : En quête de preuves – Siebzehn Jahr - 1997 : Le Capitaine – Den Tod im Nacken - 1997 : Solo für Sudmann - 1997 : Küstenwache – Die Jagd - 1997 : Wildbach – Mr. Honeymoon - 1998 : Die Straßen von Berlin – Terror - 1998 : Die Straßen von Berlin – Blutige Beute - 1998 : Alerte Cobra - 1998 : Das Geheimnis in der Wüste | - 1998 : Road to Palermo - 1998 : Polizeiruf 110 – Kleiner Engel - 1998 : Tatort – Bienzle und der Champion - 1998, 1999 : Wolff, police criminelle - 1998–1999 : Hinter Gittern – Der Frauenknast - 1998–2000 : Die Straßen von Berlin - 1999 : Bang Boom Bang – Ein todsicheres Ding - 1999 : Polizeiruf 110 – Schellekloppe - 1999 : Motocops – L'Abîme - 1999 : L'Empreinte du crime – Gier - 2000 : Die Pfefferkörner – Das teuerste Fahrrad der Welt - 2000 : Die Wache – Der Bestatter - 2000 : Jetzt oder nie – Zeit ist Geld - 2000 : Manila - 2000 : Sumo Bruno – Dein schwerster Gegner bist du selbst - 2001 : Drehkreuz Airport – Goldfieber - 2001 : Ein Göttlicher Job – Im Himmel wird ’ne Stelle frei - 2001 : Feindliche Übernahme – althan.com - 2001 : Siska – Letzte Zuflucht - 2002 : Brigade du crime – Echte Profis - 2002 : Monstres et Cie (Voix) - 2002 : Geliebte Diebin - 2002 : Paule und Julia - 2002 : Tödliches Rendezvous – Die Spur führt nach Palma - 2003 : Doppelter Einsatz – Kidnapping - 2003 : Was nicht passt, wird passend gemacht – Flight Club - 2003 : 4 Freunde & 4 Pfoten – Ein tierisches Abenteuer - 2003 : Au rythme de la vie (Gute Zeiten, schlechte Zeiten) (3333. Folge, Gastrolle) - 2004 : Die Rosenheim-Cops – Tödliches Rendezvous - 2004 : Trautmann – Schwergewicht - 2004 : Agnes und seine Brüder - 2004 : Vera – Die Frau des Sizilianers - 2005 : Duo de maîtres - 2005 : Die Bullenbraut – Der Tod hat 17 Karat - 2005 : Balko – Mittwochs Geheimnis - 2005 : Au rythme de la vie - 2006 : Pastewka - 2006 : Hello - 2006 : Ein todsicherer Plan – Ludgers Fall - 2006 : Pfarrer Braun - 2007 : Neues vom WiXXer - 2007 : Der gestiefelte Kater – Gassen, Gesindel und Ganoven - 2007 : Kopf oder Zahl - 2007 : Es war k’einmal im Märchenland (Voix) - 2008 : Pro7 Funny Movie : Spiel mir das Lied und Du bist tot - 2008 : Hardcover - 2008 : Fahr' zur Hölle Gott - 2008 : Chaostage – We Are Punks! - 2009 : Vorstadtkrokodile - 2010 : Zeiten ändern dich - 2010 : SOKO Stuttgart – Einmal Schwein sein - 2010 : SOKO Wien – Nina, 16, vermisst - 2011 : Großstadtrevier – 5 nach 12 - 2011 : SOKO Kitzbühel – Auf Liebe und Tod - 2011 : Schlaraffenhaus - 2011 : Goodbye Deutschland Promi Spezial - Die Semmelrogges goes USA - 2019 : U-235 (Torpedo) de Sven Huybrechts |

## Théâtre
- 2007/08: Zipf oder die dunkle Seite des Mondes
- 2008/2009: Rocky Horror Show
- 2009: Das Geld anderer Leute Bonn/Neuwied
- 2009: Karl-May-Spiele in Bad Segeberg
- 2010: Piraten-Open-Air dans Grevesmühlen
- 2011: Enron
- 2011: Die Schweden kommen! in Wittstock/Dosse
- 2011: Piraten-Open-Air in Grevesmühlen
- 2012: Piraten-Open-Air in Grevesmühlen
- 2012: Der Rosenkrieg in Bad Godesberg
- 2012: Der Rosenkrieg in Erftstadt vom Kulturkreis

## Synchronisation de BD, doublage et livres audio
- Tagebuch einer Killerkatze (Journal d'un chat tueur) - Voix
- Fear and Loathing in Las Vegas - Lecteur du livre audio allemand
- Voix d'un personnage dans la publicité pour BOB (marque de téléphone portable de la Mobilkom Austria)
- Monstres et Cie - Il incarne la voix de Randall Boggs
- White Line Forever de Motörhead - Voix dans la biographie audio
- Bartimäus – Das Amulett von Samarkand (1. Teil) - Voix dans le livre audio
- Bube, Dame, König, grAS - Voix narrative dans le film
- Die drei Fragezeichen - Folge Zwillinge der Finsternis (Numéro 144) - Il incarne la voix de Jeremy Witherspoon
- Werner – Das muß kesseln!!! - Il incarne la voix de Tankstellenbesitzer Shorty
- Rango - Il incarne la voix du lézard à cornes Waffles
- Madou und das Licht der Fantasie - Il incarne la voix de Murks dans le livre audio
- Captain Blitz und seine Freunde - Il incarne la voix de Pik As dans la séquence Die Totenkopfbande

## Littérature
- Martin et Sonja Semmelrogge : Das Leben ist eine Achterbahn (La vie est une montagne russe), Langen Müller, 2006,  (ISBN 3784430597).